# 萨佛纳罗拉广场 (费拉拉)
萨佛纳罗拉广场（Piazza Savonarola）是意大利费拉拉历史中心的一个广场。

## 历史
在古代，萨沃纳罗拉广场曾是和平广场（piazza della Pace）的一部分（后来成为自由烈士大道，corso Martiri della Libertà）。
广场周围环绕着卡梅里尼凉廊（loggia dei Camerini，费拉拉市政厅的文艺复兴门廊）、科佩塔街（via Coperta）和埃斯特城堡的护城河。科佩塔街，是一个由五个拱门支撑的走道，连接埃斯特城堡与市政厅。

### 名称
广场的名字来自1498年5月23日在佛罗伦萨被烧死的吉罗拉莫·萨佛纳罗拉修士。
自1875年矗立在广场中央的萨佛纳罗拉雕像，是斯特凡诺·加莱蒂的作品，放置在一个白色大理石的底座上。修士向挑衅者举起手臂，体现他作为一个传教士的特征。

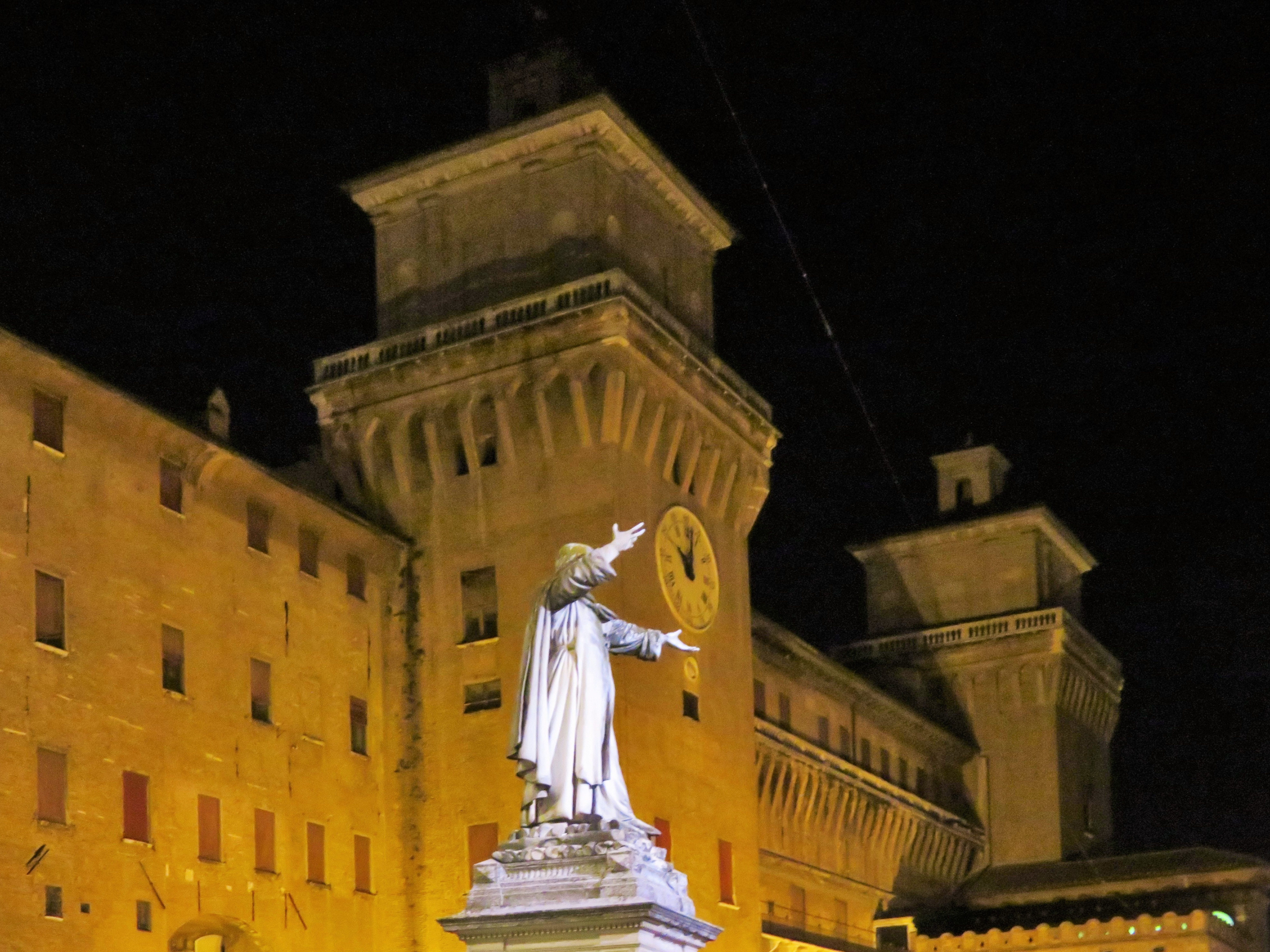
萨佛纳罗拉雕像，背景是埃斯特城堡的侯爵塔

## 景点

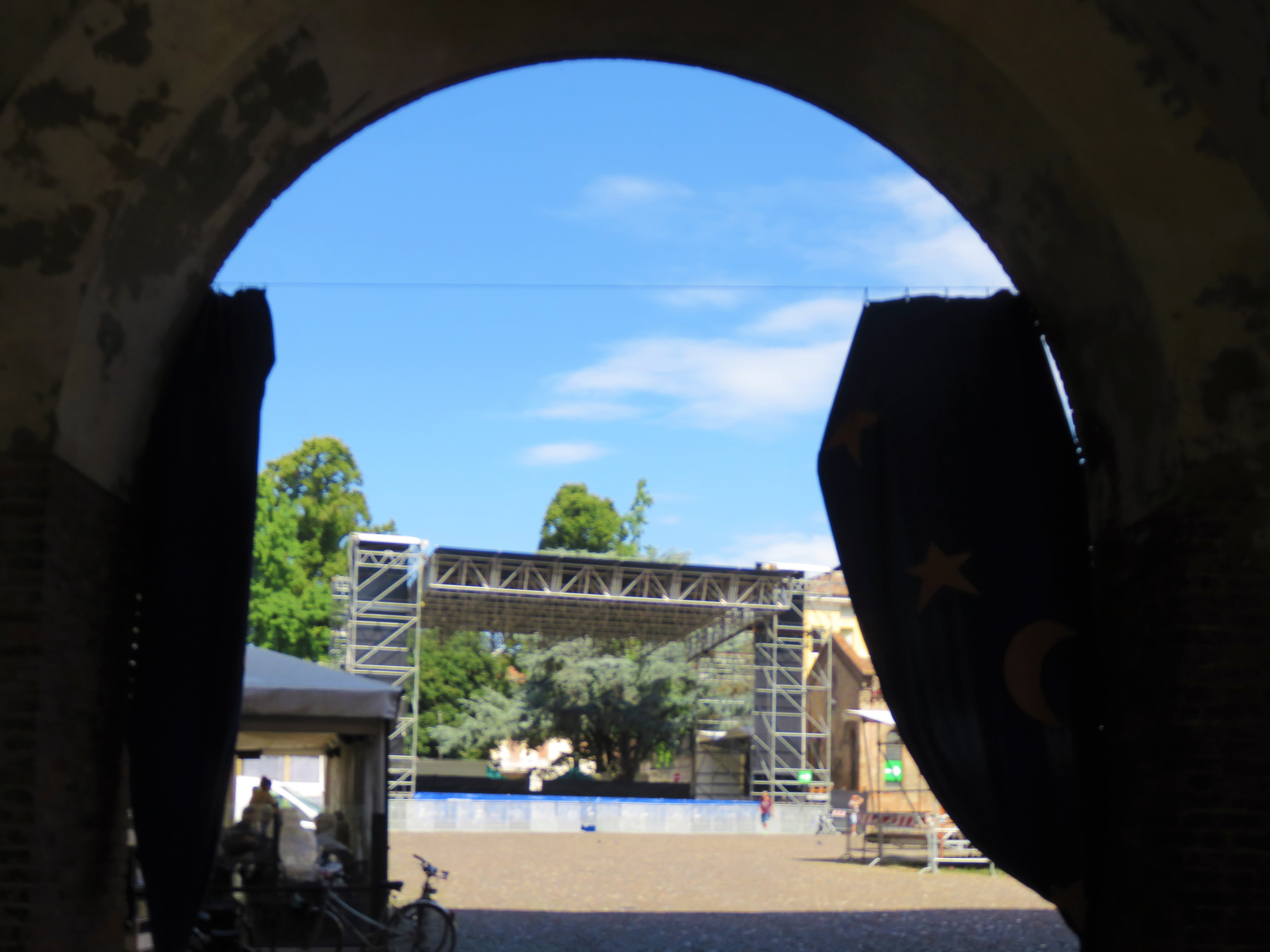
萨佛纳罗拉广场与城堡广场

萨佛纳罗拉广场与城堡广场相邻，在此举行各种户外表演，包括著名的费拉拉星空下音乐节（Ferrara sotto le stelle）。
在俯瞰广场的市政厅的柱子上，有巨大的水计，记录波河曾经达到的水位。